# Sanak asijský
Sanak asijský (Aaptosyax grypus) je paprskoploutvá ryba z čeledi kaprovití (Cyprinidae).
Druh byl popsán roku 1991 W.J. Rainbothem.

## Popis a výskyt
Obě pohlaví dosahují délky max. 130 cm a váhy 30 kg.
Obývá hluboké kamenité peřeje hlavního toku asijské řeky Mekong. Mláďata se vyskytují v přítocích. Je to velká a rychlá dravá ryba, živící se rybami ve středních a vyšších hladinách vody. Nejčastěji se vyskytuje podél thajsko-laoské hranice u ústí řeky Mun, její počet se v posledních letech drasticky snížil. Mezinárodní svaz ochrany přírody považuje druh za kriticky ohrožený, jako hlavní faktory úbytku uvádí nadměrný rybolov, degradaci stanovišť a výstavbu hrází.
Od prosince do února migruje proti proudu podobně jako parmička (Probarbus sp.), což může souviset se třením.